# Mini Magyarország

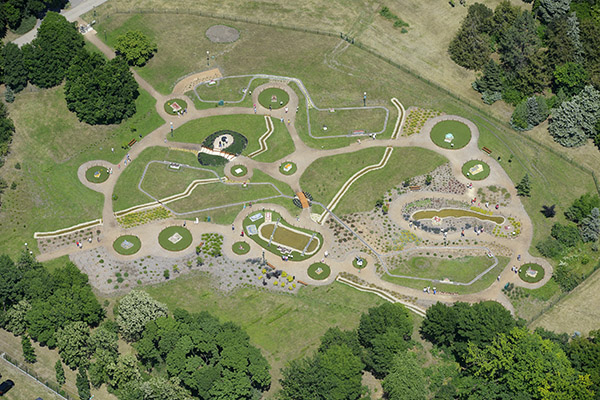
Mini Magyarország légi felvételen

A Mini Magyarország a Szarvasi Arborétumban található, a történelmi Magyarország közepén. A 44-es főúton közelíthető meg, amelyről Szarvas nyugati szélén kell letérni a Mezőtúr felé vezető 4631-es útra.

## A makettpark
A Mini Magyarország egy makettpark, amelyben Magyarország épített öröksége, nevezetes épületeinek, vasútjainak, hajóinak minden apró részletében kidolgozott kicsinyített mása látható.
A makettpark 2013. április 10-én nyílt meg a Szarvasi Arborétumban. Már a nyitáskor több tucat hazai történelmi helyszín és épület makettje készült el, köztük például a Szegedi dóm, a Széchenyi lánchíd, a kecskeméti Cifrapalota vagy az egri vár makettje, amely 16. századi, eredeti állapotában mutatja be a várat, és a hozzá kapcsolódó leghíresebb történelmi eseményt, az 1552-es ostromot, az egri vár védőinek a török sereggel vívott hősies csatáját, kicsiben. 
A részletgazdag makettek készítése, valamint a park kialakítása közel 9 hónapon át zajlott 12 szakember – köztük elismert képzőművészek –, és több mint 50 kivitelező munkás közreműködésével. A speciális technológiai kivitelezésnek köszönhetően a kicsinyített épületek a zord időjárási körülményekkel szemben is ellenállóak. A makettpark szervesen illeszkedik a Szarvasi Arborétum közegébe: a tervezés és a kialakítás során az akadálymentesítést, a fenntarthatóságot és a környezettudatosságot egyaránt szem előtt tartották, a növénytelepítési munkákat is célzottan a Szarvasi Arborétum élővilágával hangolták össze. 
A park felülnézetben Magyarország alakját formázza, a határvonalakat piros levelű cserjék jelzik. A makettparkban a folyók, tavak és az egyes épületek is földrajzi elhelyezkedésüknek megfelelően kaptak helyet, így a mini Duna, a mini Tisza és a mini Balaton is.

## Interaktív makettek
A magyar vasúttörténet legendás mozdonyainak, legszebb állomásépületeinek és a balatoni vitorlázás ikonikus hajóinak kicsinyített másai a nyitás után éppen egy évvel, 2014. április 11-én debütáltak a makettparkban, ahol mintegy félszáz makett látható. Közel 280 méternyi mini vasúti sínen, alagutakon, hidakon átkelő mini mozdonyok és a mini Balatonon, illetve a mini Dunán ringatózó hajó és vitorlás makettek mellett több emblematikus épület, kastély, templom, állomásépület meg is szólal.

### Mini vasutak
A magyar vasúttörténet legendás „szereplői”, a Heves gőzmozdony, az Árpád sínbusz, vagy a NOHAB mozdony közlekednek a makettparkban. A járművek gombnyomásra indulnak, a mini vonatokat maguk a látogatók indíthatják el. 
Az interaktív vasútmakettek olyan mini állomások között közlekednek, mint a mezőtúri, a tószegi, a mártélyi, a kétegyházi, a mosonmagyaróvári, a búcsúszentlászlói, az almási vagy a bátaszéki vasútállomás.

### Hajók
A mini Balatonon a „magyar tenger” legendás hajói láthatók, köztük a Schärenkreuzer, a Kalóz, a Dragon, a Jolle, a Beluga, vagy a „Földkerülő” Szent Jupát alapmodellje, a Balaton 31.

### Hangzó makettek
Az interaktív makettek között hangzó épületek is szerepelnek, amelyeket szintén maguk a látogatók szólaltathatnak meg. A jáki templomból gregorián dallam, a Szegedi Dómból a híres harangjáték, a mini pécsi dzsámiból a müezzin imára hívó hangja hallatszik. Az egri vár makettjében a törököknek szóló elszánt üzenetként kifüggesztett koporsó egy gombnyomásra emelkedik ki a várfal mögül.
A mini Operaház Ókovács Szilveszter, a Magyar Állami Operaház főigazgatója közreműködésével szólalt meg először 2013. július 2-án, Melis György, a szarvasi származású Kossuth-díjas művész születésének 90. évfordulója alkalmából. Az Operaház makettjéből a híres Melis-ária, Kodály Zoltán Háry János című daljátékából a Toborzó dal csendül fel.